# Leila Lopes
Leila Gomes Lopes (São Leopoldo, 19 de novembro de 1959 – São Paulo, 3 de dezembro de 2009) foi uma atriz, jornalista e apresentadora de televisão brasileira, conhecida por seus papéis em telenovelas da Rede Globo e, posteriormente, por ter iniciado carreira no cinema pornográfico.

## Biografia
Filha de Reúcio Lopes e Natália Gomes Lopes, Leila era professora em Esteio (RS), cidade em que morava com seus pais. Começou aos 13 anos, em Porto Alegre, no grupo de teatro experimental Pano de Trapo. Depois fez a Universidade de Artes Dramáticas de Porto Alegre e, no último ano, partiu para São Paulo fazer o primeiro espetáculo profissional no Teatro Brasileiro de Comédia.

### Anos 90
Entrou para a televisão na Rede Manchete, quando foi convidada para um teste e estreou como uma das índias na minissérie O Guarani. Seu desempenho chamou a atenção de Cláudio Cavalcanti, que lhe indicou outro teste em Despedida de Solteiro, agora na Rede Globo, onde na sequência emplacou personagens que marcaram as grandes produções dos anos 90, tornando-a nacionalmente conhecida: além de Carol, em Despedida de Solteiro (1992), a professorinha Lu de Renascer (1993) e Olívia, em Tropicaliente (1994).
Foi destaque do enredo "Margaret Mee, a Dama das Bromélias" pela Beija-Flor de Nilópolis, no carnaval de 1994, a convite do carnavalesco Milton Cunha, junto com Xuxa, Vera Fischer, Mauro Taubman, Alexandre Frota e Linda Conde. No Teatro Maria Della Costa, financia às próprias expensas o espetáculo Quero Voltar pra Casa e reúne-se aos atores Nani Venâncio, Guilherme Karan, Rita Guedes e Norton Nascimento para o vídeo da campanha LBV dá Sorte, de Paiva Netto, visando a construção de creches em Del Castilho, Inhaúma e arredores do Rio.
Em 1995 participa do episódio "O Matador", do programa Você Decide, que mostrava o cruel assassinato de um juiz por ordem do mafioso Morrone (José Augusto Branco), como represália por ele ter condenado um dos seus comparsas. Cândido (Marco Ricca) e Dantas (Jorge Pontual) são os policiais encarregados de cuidar do caso, mas à medida que a história se desenrola, sua personagem descobre que é o próprio marido quem mata as testemunhas. Ainda atua no episódio "Elvis ou Elvira", escrito por Tiago Santiago e direção de Tizuka Yamasaki, com Cibele Larrama, Thelma Reston, Betina Viany, Anselmo Vasconcelos e Jackson Antunes. A história conta o drama de Soraya (Cibele Larrama), que não sabe se aceita o pedido de casamento de Elvis (Jackson Antunes), depois de descobrir que ele só faz amor vestido de mulher.
Em 1996 interpreta a personagem Suzane em O Rei do Gado, de Benedito Ruy Barbosa. A convite de Benedito estreia, mesmo em fase de gravação com a novela, o espetáculo "Socorro, Mamãe foi Embora" escrito por ele. O elenco conta com a esposa do autor, Marilene Barbosa, Fernando Thiago e Paulo Almeida. A parceria se repete em "Quero Voltar pra Casa", que reestreia sob a direção de Marilene e a filha Edmara Barbosa no Teatro Paiol Cultural de São Paulo, em março de 1997, com Olívia Camargo, Cléo Ventura, Nilce Ferreira e Hamilton Monteiro.
Em 1997 faz ensaio fotográfico para a edição de março da revista Playboy, que levou cinco anos tentando convencê-la a assinar contrato. Participa da 3ª temporada de Malhação como a delegada de polícia Rosa, que se disfarça como frequentadora da academia. Em agosto entra em cartaz com a peça "A Beata Maria do Egito", de Rachel de Queiroz, no Teatro dos Grandes Atores, formando par com Humberto Martins. No elenco: Castro Gonzaga, Hugo Gross e Camilo Bevilácqua. No ano seguinte atua na Paixão de Cristo.
Em 1998 foi cogitada para atuar ao lado de Humberto Martins em Corpo Dourado, devido ao sucesso que ambos desempenharam nos palcos, mas acabou preterida por Cristiana Oliveira. Dirigida por Herval Rossano, vive par romântico com Leonardo Vieira em "A Desforra", no programa Você Decide, que narra a trajetória de um camponês que presencia a morte do pai, assassinado por um poderoso fazendeiro da região, Ulisses (Sebastião Vasconcelos). Na sequência vive a prostituta Guiomar na minissérie Hilda Furacão e participa da novela Caça Talentos, como uma estagiária de dupla personalidade vinda do interior. Durante a Copa do Mundo é musa da campanha "França 98: Eu Também Fiz um Gol Pela Infância Brasileira!" promovida pela LBV. Em São Paulo estreia com Ademir Zanyor a peça "Pedro Mico", de Antonio Callado.
No ano seguinte viaja para a Argentina, a convite da Rede Globo, com o objetivo de promover a novela O Rei do Gado que está sendo exibida. Em Buenos Aires participa de três capítulos da novela Chiquititas, na versão produzida pela Telefe, onde interpreta a mãe da personagem Vivi (Natalie Pérez).

### Anos 2000
Como contratada da Record, Leila participa do humorístico Escolinha do Barulho e é escalada para o núcleo principal da novela Laços de Família, que mediante a uma ação da Globo vê-se obrigada a mudar o título para Marcas da Paixão. Na produção dirigida por Atílio Riccó, interpreta a personagem Creuza.
Em 2001 se destaca ao lado de Paulo Betti na premiação aos melhores da televisão, cinema e teatro, pela APC Bahia. Em 2002 estreia o espetáculo "Em Nome do Filho", no Centro Cultural Jofre Soares, em São Paulo, que reúne os atores Denis Derkian e Bruno Faria, sobrinho de Reginaldo Faria. Ainda em São Paulo, ensaia para o ano seguinte o espetáculo "Diva", dirigido por Jacques Lagoa, com Luíza Tomé, Rodrigo Phavanello, Karina Barum e Ângela Maria, baseado na trajetória de Elis Regina.
Em 2004 filma o primeiro longa-metragem "A Semente", no qual faz par romântico com o ator Jackson Antunes e prepara um livro sobre os bastidores da TV com lançamento previsto, a princípio, para 2005, mas que nunca foi publicado.
Numa entrevista concedida a um programa evangélico, postado no canal Youtube, Leila conta sobre o acidente de carro que quase a vitimou, em dezembro de 1999, quando estava acompanhada de sua amiga e empresária, Berenice Lamonica, e curiosamente repete inúmeras vezes que "tudo começou a girar, girar, girar". Ao descrever o acidente, Leila solta a célebre frase "se segura, Berenice, nós vamos bater!", que vira meme na web e acaba incorporada ao senso comum dos dialetos populares. Para referenciar essa entrevista, foi criado o  #BereniceDay, que é comemorado todo o dia 19 de dezembro.
Em maio de 2008 entra para o elenco da produtora de filmes pornográficos Brasileirinhas, com o filme Pecados & Tentações. Houve muita polêmica em torno de sua participação no filme. A princípio, Leila quis processar os veículos que divulgaram que ela teria feito um filme pornô. Entretanto, a capa do DVD "Pecados & Tentações", dirigido por J. Gaspar, veio à tona e a atriz não teve mais como negar. Logo depois, confirmou ao site EGO que de fato havia gravado cenas para o longa, mas não como a mídia havia divulgado:
O que existe é que fiz duas cenas com um só ator. É um filme de época baseado em Nelson Rodrigues. Na semana que vem vou me isolar para gravar o restante.

Seus últimos trabalhos foram como apresentadora de programas de TV no Entre 4 Paredes com Leila Lopes, exibido pelo canal de internet JustTV, e Calcinha Justa, pelo Sexprivé. Contudo a repercussão negativa em torno de seus últimos trabalhos, associada à desconstrução da sua imagem como uma ex-global, favoreceriam aos fatos que vieram a seguir.

## Morte
Leila Lopes foi encontrada morta em seu apartamento no bairro do Morumbi, em São Paulo, na madrugada de 3 de dezembro de 2009. Posteriormente, foi confirmado que cometera suicídio ingerindo veneno para rato. A atriz deixou uma carta, expressando o que estava sentindo naquele momento de sua vida e que não considerava seu ato como "suicídio", mas uma "partida para junto de Deus":
Não chorem, não sofram, eu estou ABSOLUTAMENTE FELIZ!!! Era tudo o que eu queria: ter paz eterna com meu Deus e, se possível, com minha mãe. Eu não me suicidei, eu parti para junto de Deus. Fiquem cientes de que não bebo e não uso drogas, decidi que já fiz tudo que podia fazer nessa vida. Tive uma vida linda, conheci o mundo, vivi em cidades maravilhosas, tive uma família digna e conceituada em Esteio, brilhei na minha carreira, ganhei muito dinheiro e ajudei muita gente com ele. Realmente não soube administrá-lo e fui iludibriada [sic] por pessoas de má-fé várias vezes, mas sempre renasci como uma fênix que sou e sempre fiquei bem de novo. Aliás, nunca me importei com o ter.
Bom, tem muito mais sobre a minha vida, isso é só para verem como não sou covarde não, fui uma guerreira, mas cansei. É preciso coragem para deixar esta vida. Saibam todos que tiverem conhecimento desse documento que não estou desistindo da vida, estou em busca de Deus. Não é por falta de dinheiro, pois com o que tenho posso morar aqui, em Floripa ou no Sul. Mas acontece que não quero mais morar em lugar nenhum. Eu não quero envelhecer e sofrer. Eu vi minha mãe sofrer até a morte e não quero isso para mim. Eu quero paz! Estou cansada, cansada de cabeça! Não aguento mais pensar, pagar contas, resolver problemas... Vocês dirão: Todos vivem!!! Mas eu decidi que posso parar com isso, ser feliz, porque sei que Deus me perdoará e me aceitará como uma filha bondosa e generosa que sempre fui. Aos meus fãs verdadeiros, aos jornalistas imparciais, ao Walther Negrão e sua esposa Orphilia, à LBV, ao Eduardo Gomes, ao prefeito de Itu, Herculano Neto, e toda a sua equipe, e ao meu amigo Zé, meu muito obrigada. Às emissoras que trabalhei, obrigada. E aos colegas maravilhosos, muita luz! A todos os sites dignos que acompanharam a minha vida, SUCESSO!!! Ego, Esther Rocha, Thiago, Odair Del Pozzo, Felipe Campos, não se sintam esquecidos. Não posso citar nomes de amigas, pois aí seria um livro, mas Sueli você é a irmã que não tive. Márcia, seja sempre feliz amiga. Magrid, obrigada por tudo! Andréia, do TV Fama, beijo amiga. Tadeu (di Pietro) cadê você??? Desculpe a quem esqueci, a vida foi muito mais maravilhosa do que sofrida para mim. Obrigada, Jesus, Nossa Senhora e meu Deus, perdoem-me e recebam-me como a filha honesta e bondosa que sempre procurei ser! Fiquem com Deus, todos!
Se existe sentimento maior que o amor, desconheço!— Leila Lopes
Seu corpo foi enterrado no jazigo da família, no Cemitério Municipal Dois de Novembro, em Esteio, Região Metropolitana de Porto Alegre, no Rio Grande do Sul.

## Carreira

### Televisão
| Ano  | Título                  | Personagem          | Notas                      | Emissora      |
| ---- | ----------------------- | ------------------- | -------------------------- | ------------- |
| 1991 | O Guarani               | Severina            |                            | Rede Manchete |
| 1992 | Despedida de Solteiro   | Carolina (Carol)    |                            | Rede Globo    |
| 1993 | Renascer                | Luciana (Lu)        |                            | Rede Globo    |
| 1994 | Tropicaliente           | Olívia              |                            | Rede Globo    |
| 1995 | Você Decide             | Laura               | Episódio: "O Matador"      | Rede Globo    |
| 1996 | Você Decide             | Danusa              | Episódio:"Elvis ou Elvira" | Rede Globo    |
| 1996 | O Rei do Gado           | Suzane Maia         |                            | Rede Globo    |
| 1997 | Você Decide             | Ednéia              | Episódio: "A Desforra"     | Rede Globo    |
| 1997 | Malhação                | Rosa Aparecida      |                            | Rede Globo    |
| 1998 | Hilda Furacão           | Guiomar             |                            | Rede Globo    |
| 1998 | Caça Talentos           | Rosinha             |                            | Rede Globo    |
| 1999 | Chiquititas             | Mãe de Vivi         |                            | Telefe        |
| 1999 | Escolinha do Barulho    | Professora          |                            | Rede Record   |
| 2000 | Marcas da Paixão        | Creuza              |                            | Rede Record   |
| 2001 | Entre o Amor e a Espada | Condessa de Iguassu |                            | TVE           |

### Teatro
Atuou em 33 espetáculos diferentes, entre eles:
| Ano  | Título                    |
| ---- | ------------------------- |
| 1994 | Quero Voltar Pra Casa     |
| 1995 | Entre Amigas              |
| 1995 | Frankestein               |
| 1996 | Socorro, Mamãe foi Embora |
| 1997 | A Beata Maria do Egito    |
| 1998 | Paixão de Cristo          |
| 1998 | Pedro Mico                |
| 1999 | Terapia Sexual            |
| 2002 | Em Nome do Filho          |
| 2002 | Diva                      |
| 2003 | Despedida Muito Louca     |
| 2004 | Nunca Se Sábado           |
| 2005 | Em nome do Pai            |

### Cinema
| Ano  | Título              |
| ---- | ------------------- |
| 2004 | A Semente           |
| 2008 | Pecados & Tentações |
| 2009 | Pecado sem Perdão   |
| 2009 | Pecado Final        |